# Britanska Formula 1
| Britanska Formula 1 | Britanska Formula 1 |
| ------------------- | ------------------- |
| Kategorija          | jednosjed           |
| Država              | Velika Britanija    |
| Prva sezona         | 1978.               |
| Posljednja sezona   | 1982.               |

Britanska Formula 1 ili Aurora AFX Formula 1 je bilo automobilističko prvenstvo, koje se održavalo od 1978. do 1982. Kada je prvenstvo osnovano, termin Formula 1 je bila oznaka za kategoriju trkaćih bolida, a ono što danas znamo kao Formula 1 se od 1950. do 1980. zvalo Svjetsko automobilističko prvenstvo. U Britanskoj Formuli 1, koje se često zvala Aurora AFX Formula 1 po glavnom sponzoru, su osim rabljenih bolida Formule 1, nastupali i bolidi Formule 2 zbog popunjavanja grida. March je bila jedina momčad koja je izradila svoj vlastiti bolid 781. Naslove su osvajali Tony Trimmer, Rupert Keegan, Emilio de Villota i Jim Crawford, a Desiré Wilson je pobjedom na Brands Hatchu 1980. do danas ostala jedina vozačica koja je pobijedila u bolidu Formule 1.

## Prvaci
| Sezona | Vozač                     | Šasija                    | Motor                     |
| ------ | ------------------------- | ------------------------- | ------------------------- |
| 1978.  | Tony Trimmer              | McLaren M23               | Cosworth                  |
| 1979.  | Rupert Keegan             | Arrows A1                 | Cosworth                  |
| 1980.  | Emilio de Villota         | Williams FW07             | Cosworth                  |
| 1981.  | Prvenstvo se nije vozilo. | Prvenstvo se nije vozilo. | Prvenstvo se nije vozilo. |
| 1982.  | Jim Crawford              | Ensign N180               | Cosworth                  |